# Борисова Гора
Бори́сова Гора (рос. Борисовая Гора) — селище у складі Первомайського району Томської області, Росія. Входить до складу Первомайського сільського поселення.

## Населення
Населення — 74 особи (2010; 122 у 2002).
Національний склад (станом на 2002 рік):
- росіяни — 97 %